# 乙炔银
乙炔银是一种无机化合物，化学式为Ag2C2，是一种金属乙炔化合物。该化合物可被视为弱酸（乙炔）的盐。盐的阴离子是两个由三键相连的碳原子。

## 合成
- 将乙炔气体通过银氨溶液，产生白色沉淀乙炔银：

{\displaystyle ~\mathrm {CH\equiv CH+2[Ag(NH_{3})_{2}]OH\longrightarrow AgC\equiv CAg\downarrow +4NH_{3}\uparrow +2H_{2}O} }
- 将乙炔气体通过硝酸银的水溶液或乙醇溶液，产生灰色到白色的乙炔银沉淀：[3]

{\displaystyle ~\mathrm {CH\equiv CH+2Ag(NO_{3})\longrightarrow AgC\equiv CAg\downarrow +2HNO_{3}} }
这和Marcellin Berthelot于1866年发现乙炔银时制备的方法一样。此法会生成Ag2C2·xAgNO3复盐。
乙炔银可以形成在银或高银合金的表面上，例如乙炔管道的银焊点。

## 性质
乙炔银不溶于水，且在其它任何溶剂中都不显著可溶。
乙炔银有一項很特殊的性質：在爆炸時不产生气体。化合物的阳离子在分解反应中作为氧化剂。
{\displaystyle ~\mathrm {AgC\equiv CAg(s)\longrightarrow 2Ag(s)+2C(s)} }
爆速为4000 m/s。
乙炔银与硝酸银复盐的爆轰速度为3460 m/s。
干燥的乙炔银非常危险。可以用浓盐酸或硫化铵销毁：
{\displaystyle ~\mathrm {AgC\equiv CAg+2HCl\longrightarrow HC\equiv CH\uparrow +2AgCl} }
{\displaystyle ~\mathrm {AgC\equiv CAg+(NH_{4})_{2}S\longrightarrow HC\equiv CH\uparrow +Ag_{2}S+2NH_{3}\uparrow } }